# Ruchy talasogeniczne
Ruchy talasogeniczne (talassogeniczne), talassokratyczne, talassogeneza – obniżające ruchy pionowe fragmentów skorupy ziemskiej, prowadzące do tworzenia się oceanów albo do zwiększania głębokości już istniejących. Powodują transgresję morza.